# William Tepper
William Tepper (* 27. Juni 1948 in New York City; † 4. Oktober 2017) war ein amerikanischer Schauspieler und Drehbuchautor. Bekannt wurde er vor allem durch seine Hauptrolle in seinem ersten Film, Drive, He Said von 1971, der auch Jack Nicholsons Debüt als Filmregisseur markierte. Tepper und Nicholson reisten zu den Filmfestspielen von Cannes 1971 für sein Debüt. Teppers weitere Filmrollen waren in Atemlos (1983) und Bachelor Party (1984)  sowie in den Fernsehserien Der Chef und Einsatz in Manhattan aus den 70er Jahren.
Neben der Schauspielerei produzierte Tepper den 1980 entstandenen dramatischen Film Herzschläge, eine Filmbiografie über den Schriftsteller Jack Kerouac, in der Nick Nolte und Sissy Spacek die Hauptrollen spielten. Tepper produzierte und schrieb auch das Drehbuch für den 2006er Film Verbraten und Verkauft mit Ray Romano, Kevin James und Sofía Vergara.
Tepper starb am 4. Oktober 2017 im Alter von 69 Jahren an einem Herzinfarkt.

## Filmografie
- 1971: Drive, He Said
- 1972: Call Her Mom
- 1973: Der Chef (Ironside, Fernsehserie, Folge 6x23)
- 1974: Einsatz in Manhattan (Kojak, Fernsehserie, Folge 1x22)
- 1982: Miss Right (auch Drehbuch)
- 1983: Atemlos (Breathless)
- 1984: Bachelor Party
- 2006: Verbraten und Verkauft (Grilled, nur Drehbuch und Produzent)
- 2011: Barry’s Last Shot (Kurzfilm, auch Drehbuchautor, Produzent und Regisseur)